# ان‌جی‌سی ۱۰۱۹
ان‌جی‌سی ۱۰۱۹ (انگلیسی: NGC 1019) یک کهکشان مارپیچی میله‌ای است که تقریباً ۳۱۶ میلیون سال نوری از زمین فاصله دارد و در صورت فلکی نهنگ قرار دارد.  این تلسکوپ توسط ستاره‌شناس فرانسوی ادوارد استفان در ۱ دسامبر ۱۸۸۰ با تلسکوپ بازتابی ۳۱ اینچی در رصدخانه مارسی کشف شد.